# 金門縣公共自行車租賃系統
金門縣公共自行車租賃系統（英文：K Bike）是金門縣政府負責建置的公共自行車租賃系統。2017年4月16日由偉華科技實業負責正式營運，同年10月改由金門縣觀光處營運；此系統於2018年12月全面故障而暫停提供租賃服務，2019年5月部分站點已重新啓用回復營運。
金門縣公共自行車租賃系統因合約到期不再續約，於2023年10月2日起採階段性逐站退場撤除，於2023年12月31日正式結束營運，將改換成共享電動機車業者。

## 發展情況
為響應全球低碳環保潮流趨勢，金門縣政府率先設置離島地區首座自動化公共自行車租賃系統─「K Bike」，朝健康低碳島的目標邁進，讓金門縣民「幸福指數」再度提升。有別於以往公共自行車租借，受限於傳統人工租借的服務方式，往往造成時間上的浪費，現在金門縣啟用的「K Bike」，採用24小時自動化租借系統，第一期設置有26處租借站點，29台自動租賃站，並提供500輛公共自行車，採甲租乙還24小時全程e化租借服務，且租借地點多，在大、小金門都有它的身影，連租借機台的設計都富有濃濃的金門風格。

## 租賃方式
- 註冊會員：
  - 金門縣居民：使用縣民卡租賃，前2小時免費，超過2小時起每30分鐘收費10元，當日最高收費150元。
  - 非縣民：可使用悠遊卡、一卡通或信用卡感應租賃，前1小時免費，超過1小時起每30分鐘收費10元，當日最高收費150元。
- 金門「K-Bike」自動租賃服務機台載明租借對象必須為「會員」。

## 租賃站位置
截至2021年7月29日，共設有29個租賃站點，設點的行政區包括金城鎮（10個）、金沙鎮（6個）、金湖鎮（5個）、金寧鄉（7個）、烈嶼鄉（2個）。
K Bike服務中心設在金城鎮金城民防坑道出口2樓 (光前路與慈湖路一段交接點)，提供會員申請等協助。

## 外部連結
- 金門公共自行車 （页面存档备份，存于）
- 金門縣公共自行車租賃系統的Facebook專頁